# Conioscinella sauteri
Conioscinella sauteri är en tvåvingeart som beskrevs av Oswald Duda 1930. Conioscinella sauteri ingår i släktet Conioscinella och familjen fritflugor.
Artens utbredningsområde är Taiwan. Inga underarter finns listade i Catalogue of Life.